# Ilmari Hannikainen
Toivo Ilmari Hannikainen (geboren 19 oktober 1892 in Jyväskylä; overleden 25 juli 1955 in Helsinki) was een Fins klassiek pianist en componist.
Hannikainen was een zoon van Pekka Juhani Hannikainen en broer van Väinö Hannikainen, die beide eveneens componist waren. Hij studeerde van 1911 tot 1914 aan de universiteit van Helsinki. Hij was leerling van Franz Schreker aan de Muziekacademie in Wenen, van 1915 tot 1917 van Aleksandr Ziloti in Sint Petersburg en in 1919 van Alfred Cortot in Parijs. Hij werkte vervolgens als pianoleraar aan het conservatorium van Helsinki, en later als docent aan de Sibelius-Academie in Helsinki. 
Hij componeerde een opera, een pianoconcerto, pianokwartet en talrijke impressionistische pianostukken en liederen.

## Weblinks
- Bladmuziek van Toivo Ilmari Hannikainen op de website van het International Music Score Library Project